# Proto-yonaguni
Le proto-yonaguni (aussi appelé pré-yonaguni) est la forme reconstruite d'une ancienne période historique de la langue yonaguni moderne.

## Classification
Le yonaguni est une langue ryūkyū, à l'instar de l'okinawaïen, du miyako ou de l'amami du Nord. Ce groupe appartient à la famille de langues japoniques, qui comprennent également le japonais et possiblement des langues éteintes anciennement parlées en Corée (l'hypothèse des langues japoniques péninsulaires).
Il y a un désaccord entre les linguistes concernant la position du yonaguni dans les langues ryūkyū. En effet, certains l'incluent dans la branche méridionale de ce groupe (avec le miyako et le yaeyama),,,, certains même dans une sous-branche macro-yaeyama,,,,, tandis que d'autres le classent à part dans les langues ryūkyū,,. Selon certains, le proto-yonaguni descend du proto-sakishima, comme le proto-miyako et le proto-yaeyama.

## Innovations
Michinori Shimoji, qui est favorable à l'inclusion du yonaguni dans le groupe macro-yaeyama remarque que la particule =nu, qui marque l'agentif (cas grammatical), a été perdue en proto-miyako-yaeyama. Il pense donc qu'il s'agit d'une innovation du proto-yonaguni plutôt qu'une caractéristique retenue en proto-macro-yaeyama.

## Controverses
Certains linguistes, dont John R. Bentley et Moriyo Shimabukuro, rejettent la reconstruction du proto-yonaguni faite par Teruo Hirayama (1964) car elle est seulement basée sur le dialecte de Sonai, les autres dialectes n'étant pas attestés dans la littérature,,,. Selon Bentley, il serait même impossible de le reconstruire, c'est pourquoi il ne se base que sur le seul dialecte attesté — Ainsi que d'autres proto-langues — pour reconstruire l'accent du proto-ryūkyūan.